# Wirbelsätze
In der Strömungsmechanik gibt es mehrere Wirbelsätze, die Aussagen über die Wirbeldichte machen.
Neben Croccos Wirbelsatz gibt es die folgenden Wirbelsätze, die sich speziell mit dem zeitlichen und räumlichen Verhalten der Wirbeldichte in reibungsfreien Fluiden befassen.

## Wirbelsatz von Helmholtz
Der Wirbelsatz von Helmholtz folgt aus der Tatsache, dass das Feld des Wirbelvektors quellfrei ist. Er besagt, dass der Fluss der Wirbeldichte durch eine Wirbelröhre räumlich konstant ist, d. h. die Zirkulation ändert sich nicht längs der Wirbelröhre.
Helmholtz fand auch heraus, dass in inkompressiblen Fluiden die Zirkulation von Wirbelröhren konstant ist. Dies wurde von Thomson auf barotrope Fluide verallgemeinert.

## Wirbelsatz von Thomson
Der Wirbelsatz von Thomson besagt, dass für die Zirkulation von barotropen Fluiden gilt:
{\displaystyle {\frac {\mathrm {d} \Gamma }{\mathrm {d} t}}=0}
Das bedeutet, dass die Zirkulation in (reibungsfreien) barotropen Fluiden zeitlich konstant ist. Als Konsequenz hieraus können in Strömungen reibungsfreier barotroper Fluide, die aus dem Ruhezustand heraus erzeugt werden, keine Wirbel entstehen.